# Viola bubanii
Viola bubanii es una especie de violeta. Se encuentra en Eurasia.

## Descripción
Es una planta herbácea perennifolia, hemicriptófito  y estolonífera, de cepa muy leñosa. Las hojas son lanceoladas y crenadas. Presentan en su base estípulas pinnatipartidas o palmatipartidas, amb 4-7 lóbulos laterales más pequeños y uno central mucho más grande. Las flores son solitarias y están situadas en el ápice de largos pedúnculos axilares. Los sépalos son agudos y presentan un margen ciliado. Los pétalos son de un color violeta intenso, con una mácula central amarillenta; el pétalo inferior presenta un espolón de hasta 1.5 cm. El fruto es una cápsula de longitud parecida a la del cáliz.

## Taxonomía
Viola bubanii fue descrita por Pierre Marguérite Édouard Timbal-Lagrave y publicado en Congr. Sc. France 19: 280, en el año 1852.